# Grote Zab
De Grote Zab (Arabisch: الزاب الكبير (al-Zāb al-Kabīr), Koerdisch: Zêy Badînan of Zêyê Mezin, Turks: Zap) is een rivier die ontspringt in Turkije en in Irak ten zuiden van Mosul in de Tigris uitmondt. De rivier is ongeveer 400 km lang en het stroomgebied beslaat 40.300 km². Zowel de Grote Zab als de vele zijrivieren worden vooral gevoed door smelt- en regenwater. Als gevolg daarvan varieert de waterafvoer sterk gedurende het jaar. Er zijn minstens 6 stuwdammen gepland in de rivier. De bouw van slechts 1 dam, de Bekhmedam, is begonnen, maar werd stilgelegd na de Irak-Iranoorlog. Het Zagrosgebergte is sinds het Vroegpaleolithicum bewoond, en bewoning door Neanderthalers in het stroomgebied van de Grote Zab is aangetoond in Shanidar. Het gebied van de Grote Zab wordt vanaf het derde millennium v.Chr. in schriftelijke bronnen genoemd. In de Neo-Assyrische periode werd het water van de Grote Zab gebruikt om het land rond de hoofdstad Nimrud te irrigeren. De Slag bij de Zab, als gevolg waarvan het Umayyadische Kalifaat ten einde kwam, vond plaats aan een zijrivier van de Grote Zab. Vluchtelingen voor de Mongoolse inval in Irak hielden zich in dit gebied schuil. Tijdens de 19e en 20e eeuw vonden in het gebied talloze opstanden van Koerden plaats die naar meer zelfstandigheid streefden.
- Virtual International Authority File: 315169199